# Ianca
Ianca is een stad (oraș) in het Roemeense district Brăila. De stad telt 12.886 inwoners (2002).